# 格林布什 (伊利諾伊州)
格林布什（英語：Greenbush）是位於美國伊利諾伊州沃倫縣的一個非建制地區。該地的面積和人口皆未知。

## 地理
格林布什的座標為40°42′43″N 90°32′07″W / 40.71194°N 90.53528°W，而該地的平均海拔高度為209米（即686英尺）。